# Horsez 4: Tajemství Ranče
Horsez 4: Tajemství Ranče (ve francouzštině: Alexandra Ledermann 8 : Les Secrets du haras) je francouzská videohra od studia Lexis Numérique a vydavatele Ubisoft. Jedná se o osmou hru z původní francouzské série her pojmenovaných po jezdkyni Alexandře Ledermannové. Pro český trh byla série vydávána pod názvem Horsez, Tajemství ranče, je čtvrtou z celkem pěti her vydaných pod tímto názvem.